# Gerichtsorganisation im Großherzogtum Frankfurt
Die Gerichtsorganisation im Großherzogtum Frankfurt war von den Vorgängerstaaten übernommen worden und entsprechend heterogen.

## Hintergrund
Während in den anderen napoleonischen Staaten in Deutschland die Gerichtsorganisation des revolutionären Frankreichs eingeführt wurde, wurde im Großherzogtum die bisherige Struktur „vorläufig“ beibehalten. Auch das Höchste Organisations-Patent der Verfassung des Großherzogtums Frankfurt von 1810 regelte in § 38: „Die Gerichtsstellen in Civil- und Kriminalsachen bestehen provisorisch, wie bisher.“ Dies umfasste auch die Patrimonialgerichtsbarkeit, die ebenfalls bestehen blieb. Das Prinzip der Trennung der Rechtsprechung von der Verwaltung war daher ebenfalls nicht umgesetzt worden. Nach der Völkerschlacht bei Leipzig endete 1814 das Großherzogtum, ohne je dieses Provisorium zu beenden. Lediglich die Obergerichte waren neu eingerichtet worden.

## Liste der Gerichte
An der Spitze der Gerichte des Großherzogtums stand das Großherzogliche Kassationsgericht Frankfurt. Darunter stand das Oberappellationsgericht Aschaffenburg.

### Gerichte imDepartement Frankfurt
| Erste Instanz                                                 | Zweite Instanz                                 | Gerichtssprengel                            |
| ------------------------------------------------------------- | ---------------------------------------------- | ------------------------------------------- |
| Stadtgericht Frankfurt am Main                                | Schöffen-Appellationsgericht Frankfurt         | Stadt Frankfurt am Main                     |
| Landamt Frankfurt am Main                                     | Schöffen-Appellationsgericht Frankfurt         | Landgemeinden der Stadt Frankfurt           |
| Gräflich Solms-Rödelheimisches Patrimonialgericht Niederursel | Schöffen-Appellationsgericht Frankfurt         | Solms-Rödelheimische Hälfte von Niederursel |
| Gräflich Ingelheimisches Patrimonialgericht Ober-Erlenbach    | Schöffen-Appellationsgericht Frankfurt         | Ober-Erlenbach                              |
| Stadtamt Wetzlar                                              | Appellationsgericht Wetzlar (auch Justizsenat) | Unterpräfektur Wetzlar                      |

### Gerichte imDepartement Aschaffenburg
Das Oberlandgericht Aschaffenburg war zweite Instanz für alle Ämter (außer den Standesherrlichen) bei Streitsummen von 101 Gulden und mehr. Bei kleineren Beträgen waren die angegebenen Gerichte Gerichte zweiter Instanz. 
| Erste Instanz                   | Zweite Instanz | Gerichtssprengel                                                   |
| ------------------------------- | --- | ------------------------------------------------------------------ |
| Justizsenat Aschaffenburg       | Oberlandgericht Aschaffenburg | Privilegierte Gerichtsstände im Departement Aschaffenburg          |
| Stadtamt Aschaffenburg          | Vizedomamt Aschaffenburg | Stadt Aschaffenburg                                                |
| Amtsvogtei Kaltenberg           | Vizedomamt Aschaffenburg | Amtsvogtei Kaltenberg                                              |
| Amtsvogtei Kleinwallstadt       | Vizedomamt Aschaffenburg | Amtsvogtei Kleinwallstadt                                          |
| Stadt- und Amtsvogtei Obernburg | Vizedomamt Aschaffenburg | Stadt- und Amtsvogtei Obernburg                                    |
| Amtsvogtei Rothenbuch           | Vizedomamt Aschaffenburg | Amtsvogtei Rothenbuch                                              |
| Amtsvogtei Schweinheim          | Vizedomamt Aschaffenburg | Amtsvogtei Schweinheim                                             |
| Patrimonialamt Krombach         | Vizedomamt Aschaffenburg | Gräflich von Schönbornisches Patrimonialamt Krombach               |
| Patrimonialamt Niedersteinbach  | Vizedomamt Aschaffenburg | Freiherrlich von Forstmeisterisches Patrimonialamt Niedersteinbach |
| Patrimonialamt Sommerau         | Vizedomamt Aschaffenburg | Freiherrlich von Fechenbachisches Patrimonialamt Sommerau          |
| Patrimonialamt Unterhausen      | Vizedomamt Aschaffenburg | Gräflich von Ingelheimisches Patrimonialamt Unterhausen            |
| Amtsvogtei Klingenberg          | Oberamt Klingenberg | Amtsvogtei Klingenberg                                             |
| Amtsvogtei Stadtprozelten       | Oberamt Klingenberg | Amtsvogtei Stadtprozelten                                          |
| Amt Hobach                      | Oberamt Klingenberg | Amt Hobach                                                         |
| Patrimonialamt Fechenbach       | Oberamt Klingenberg | Freiherrlich von Reigersbergisches Patrimonialamt Fechenbach       |
| Stadt- und Amtsvogtei Orb       | Oberamt Orb | Stadt- und Amtsvogtei Orb                                          |
| Amtsvogtei Burgjos              | Oberamt Orb | Amtsvogtei Burgjos                                                 |
| Amt Ausenau                     | Oberamt Orb | Amt Ausenau                                                        |
| Stadt- und Amtsvogtei Lohr      | Justizsenat Aschaffenburg für das aufgelöste Oberamt Lohr                                                                        | Stadt- und Amtsvogtei Lohr                                         |
| Amtsvogtei Framersbach          | Justizsenat Aschaffenburg für das aufgelöste Oberamt Lohr                                                                        | Amtsvogtei Framersbach                                             |
| Amt Rieneck und Aura            | Justizsenat Aschaffenburg für das aufgelöste Oberamt Lohr                                                                        | Amt Rieneck und Aura                                               |
| Justizamt Kreuzwertheim         | Justizkanzlei Kreuzwertheim (Fürstlich und gräflich Löwenstein-Wertheimsche und gräflich Erbachsche Justizkanzlei Kreuzwertheim) | Justizamt Kreuzwertheim (Löwenstein-Wertheim)                      |
| Justizamt Kreuzwertheim         | Justizkanzlei Kreuzwertheim | Justizamt Kreuzwertheim (Löwenstein-Wertheim)                      |
| Amt Eschau oder Wildenstein     | Justizkanzlei Kreuzwertheim | Amt Eschau oder Wildenstein (Erbach)                               |
| Amt Rothenfels                  | Justizkanzlei Kreuzwertheim | Amt Rothenfels (Löwenstein)                                        |
| Amt Triefenstein                | Justizkanzlei Kreuzwertheim | Amt Triefenstein (Löwenstein)                                      |

### Gerichte imDepartement Fulda
Im Departement Fulda bildete die Großherzogliche Regierung Fulda das Gericht zweiter Instanz. Hierzu bestand das Justiz-Departement in der Regierung. Dieses war auch die Eingangsinstanz für die privilegierten Gerichtsstände. Für Appellationen dieser war in der Regierung das Revisions-Department gebildet worden. Darunter standen als Untergerichte die Ämter: 
- Amt Bieberstein in Bieberstein, mit dem Sitz der Mairie auf Schloss Bieberstein
- Amt Brückenau in Brückenau
- Amt Burghaun in Burghaun
- Centamt Fulda in Fulda
- Centamt Johannesberg in Johannesberg
- Amt Eiterfeld in Eiterfeld
- Amt Fischberg zu Dermbach
- Amt Geisa in Geisa
- Amt Großenlüder in Großenlüder
- Amt Hammelburg in Hammelburg
- Amt Haselstein in Haselstein
- Amt Hünfeld in Hünfeld
- Amt Neuhof in Neuhof
- Amt Salmünster in Salmünster
- Stadtamt Fulda
- Amt Weyhers in Weyhers

### Gerichte imDepartement Hanau
Als Gericht zweiter Instanz diente das Hofgericht Hanau. Die Gerichte erster Instanz wurden von den Ämtern gebildet. 
- Amt Hanau in Hanau
- Amt Altengronau in Altengronau
- Bergen
- Bieber
- Gelnhausen (mit einem Justizbeamten in Gelnhausen und einem in Altenhaßlau)
- Burggericht Gelnhausen
- Schwarzenfels
- Steinau (mit einem Justizbeamten in Steinau und einem in Schlüchtern)
- Windecken
- Gräflich Degenfelsches Erbgericht zu Ramholz

### Gemeinschaftliche Gerichte
- Gemeinschaftliches Justizamt Vilbel in Vilbel (gemeinsam mit dem Großherzogtum Hessen)
- Gemeinschaftliches Justizamt Praunheim in Praunheim (gemeinsam mit Solms-Rödelheim)
- Gemeinschaftliches Justizamt Burggräfenrode in Burg-Gräfenrode (gemeinsam mit dem Großherzogtum Hessen)

### Sonstiges
Neben den staatlichen Gerichten bestanden kirchliche Gerichte. Mit Verordnung vom 28. Januar 1812 wurde ein allgemeines lutherisches und ein reformiertes Konsistorium mit Sitz jeweils in Hanau geschaffen. Diese waren für das ganze Großherzogtum für Disziplinar- und geistliche Sachen zuständig, im Gegensatz zu vorher aber nicht für Zivilrechtsangelegenheiten des Klerus.

## Reform 1813
Zum 1. Januar 1813 trat eine Justizreform in Kraft, die die Gerichte gemäß französischem Vorbild einheitlich reorganisierte. Für Fälle unter 75 Gulden waren nun Friedensgerichte, für höhere Streitwerte Departementsgerichte zuständig. Die Patrimonialgerichtsbarkeit wurde stark eingeschränkt und entsprach nun nur noch einer Polizeigerichtsbarkeit. Durch das Ende des Großherzogtums im gleichen Jahr blieb diese Gerichtsorganisation Episode.